# Kuppahalli, Srinivaspur
Kuppahalli là một làng thuộc tehsil Srinivaspur, huyện Kolar, bang Karnataka, Ấn Độ.